# Волконский, Фёдор Константинович
Князь Фёдор Константи́нович Волко́нский (ум. 1607, Путивль) — сын боярский и голова, воевода.

## Биография
Отец — воевода, князь Константин Романович Волконский. Сыновья — Михаил Федорович Волконский, Юрий Фёдорович Волконский.
Фёдор Константинович Волконский — князь, сын боярский и голова, старший из 3 сыновей кн. К. Р. Волконского. В 1604 служил в Белгороде 1-м головой у воевод кн. Б. М. Лыкова и И. Н. Салтыкова. Тогда же с ним местничались второй и третий головы П. Извольский и М. Зиновьев. Воевода в Путивле. Убит во время осады Путивля в 1607 сторонниками Лжедмитрия II: «убит от вора Петрушки». Оставил 3 сыновей: Ивана, Михаила и Юрия.